# 미나미구 (히로시마시)
미나미구(일본어: 南区)는 일본 히로시마현 히로시마시의 행정구 중 하나이다.

## 지리
오타강 하구에서 분기하는 6개의 강 가운데 교하시강과 엔코강에 끼인 삼각주를 중심으로 하는 지역으로 북부에는 JR 히로시마역, 남부에는 히로시마항이 있어 히로시마시의 육지와 바다 양쪽 모두의 관문을 가진다.
또 히로시마 대학의 부설 연구소인 원폭 방사선 의과 학연 연구소가 있어 원폭 의료 연구의 중심이다. 근래에는 단바라 지구와 우지나 지구에 대규모 재개발과 상업 시설의 출점이 잇따라 도시 기능의 집적이 높아지고 있다.

### 인접하는 자치체
- 육상(하천)에서 인접
  - 히로시마시 나카구, 히가시구, 아키구, 아키군 후추정, 사카정

- 해상에서 인접
  - 에타지마시

## 교통

### 철도
- 서일본 여객철도
  - 산요 신칸센
  - 산요 본선
  - 게이비선

- 히로시마 전철
  - 본선
  - 히지야마선
  - 우지나선

### 도로
- 히로시마 고속 2호선(일본어판)
- 히로시마 고속 3호선(일본어판)
- 국도 제2호선
- 국도 제487호선 (일본)(일본어판)

### 항구
- 히로시마항